# Marilyn Chambers

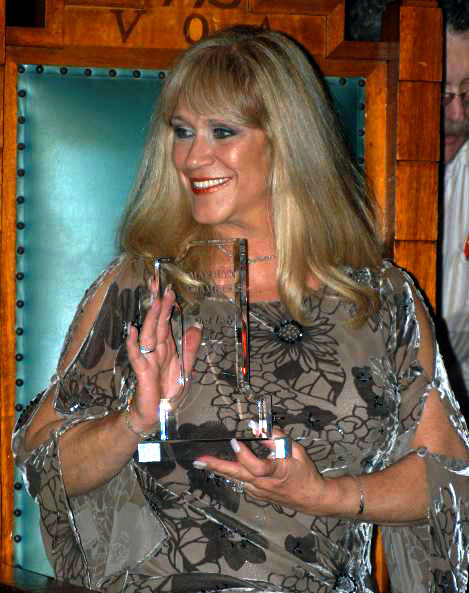
Marilyn Chambers

Marilyn Chambers (nume la naștere: Marilyn Ann Briggs; n. 22 aprilie 1952, Providence, Rhode Island – d. 12 aprilie 2009, Santa Clarita, California), a fost o actriță americană porno. A devenit cunoscută prin filmul Behind the Green Door produs în anul 1972 în regia fraților Artie și James Mitchell, care, pe atunci, a provocat un scandal. Marilyn a folosit în cariera de actriță pseudonimele: Marilyn Chambers, Marilyn Briggs și Evelyn Lang.
Între anii 1975 - 1985 a fost căsătorită cu Chuck Traynor, fostul prieten al actriței Linda Lovelace. Marilyn Chambers a fost membră la AVN Hall of Fame, la data de 12 aprilie 2009 a fost găsită moartă în mașină, de către fiica ei.

## Filmografie (incompletă)
- 1970 The Owl and the Pussycat de Herbert Ross
- 1977 Rabid de David Cronenberg
- 1980 Insatiable

## Distincții
- 1994: XRCO Award Best Anal Sex Scene
- 2008: XBIZ Award – Lifetime (Female Performer)